# دریسکول (داکوتای شمالی)
دریسکول(به انگلیسی: Driscoll) شهری در ایالت داکوتای شمالی کشور ایالات متحده آمریکا است که جمعیت آن در سرشماری سال ۲۰۱۰ میلادی، ۸۲ نفر بوده‌است.